# Distretto di Nyū
Il distretto di Nyū (丹生郡, Nyū-gun?) è uno dei distretti della prefettura di Fukui, in Giappone.
Attualmente fa parte del distretto solo il comune di Echizen.
| Controllo di autorità | VIAF (EN) 259630340 · NDL (EN, JA) 00400317 |